# The Human Centipede II (Full Sequence)
The Human Centipede II (Full Sequence) är en skräckfilm från 2011, och är en uppföljare till den första filmen The Human Centipede (First Sequence), där den ondskefulle kirurgen Heiter tog tre personer till fånga för att skapa en mänsklig tusenfoting. I den andra delen framkommer det att händelserna i den första filmen var en "film i filmen"-verklighet. När den andra delen börjar sitter enstöringen Martin i England och tittar på DVD-versionen av den första filmen samtidigt som han blir sexuellt upphetsad av att se offren bli torterade av doktor Heiter. En dag bestämmer sig Martin för att göra det otänkbara, att skapa en riktig mänsklig tusenfoting, men denna gång inte av tre personer utan en tusenfoting bestående av tolv individer.
Filmen är inspelad i färg, men konverterad till svartvitt.

## Uppföljare
The Human Centipede III (Final Sequence) var planerad till år 2013, men släpptes 2015.